# Олимп (телесериал, 2015)
«Олимп» (англ. Olympus) — британо-канадский телевизионный сериал в жанре фэнтези, созданный Ником Уиллингом. Транслировался на каналах Syfy Universal (США) и Super Channel (Канада) со 2 апреля 2015 года. Первый сезон, состоящий из 13 эпизодов, был окончен 2 июля того же года.
Сюжет сериала по большей части основан на древнегреческой мифологии.

## Персонажи
- Герой (Том Йорк[5])
- Оракул / Пандора (Соня Кэссиди[5])
- Медея (Сонита Генри[5])
- Минос (Алан С. Питерсон[5])
- Эгей (Грэм Шилз[5])
- Ксеркс (Кас Анвар[5])
- Дедал (Мэтт Фрюэр[5])
- Кимон (Леви Миден[6])

## Показ
Телеканал Spike приобрёл права на показ сериала и транслировал его на территории Соединённого Королевства и Ирландии с 15 апреля 2015 года.

## Критика
«Олимп» был раскритикован за  чрезмерное использование хромакея и «кэмповую» актёрскую игру, рецензент Кит Улих из «The Hollywood Reporter» назвал сериал "300 спартанцами, снятыми за 300 долларов".